# Bartolomé Masó, Cuba
Bartolomé Masó là một thành phố, đơn vị hành chính cấp hạt ở tỉnh Granma của Cuba.

## Dân số
Năm 2004, dân số của Bartolomé Masó là 53.024 người. Diện tích của đô thị này là 629 km² (242,9 mi²), với mật độ dân số 84,3người/km² (218,3người/sq mi).